# 김동수 (안산시의원)
김동수(金東洙, 1957년 2월 10일~)는 대한민국의 정치인으로, 경기도 제6·7·8대 안산시의원이다.

## 학력
- 군서국민학교 졸업(1969년 2월)
- 신안산대학교 졸업(2023년 2월)

## 경력
- 안산시 협치협의회 협치협의위원
- 안산시 아동친화도시 추진위원회 친화도시추진위원
- 안산시 자율방범연합대 총무국장
- 안산시 자율방범연합대 기획본부장
- 안산시 청소년 수련관 이사장
- 안산시 평생학습관 민간위탁 선정심사위원회 선정위원
- 안산시 4·16 세월호 참사 피해극복대책협의회 대책협의위원
- 시화 MTV 환경영향 사후관리 평가단 광역평가위원
- 교통안전정책심의위원회 심의위원
- 안산시 자원봉사센터 이사장
- 단원중학교 운영위원장
- 민주당 경기도당 안산시 단원구 을 지역위원회 사무국장
- 시화 MTV 환경영향 사후관리 평가단 위원
- 더불어민주당 중앙당 재해대책특별위원회 부위원장
- 2012.04~2014.06 제6대 경기도 안산시의회 의원
- 2012.04~2012.07 제6대 경기도 안산시의회 전반기 예산결산특별위원회 위원장
- 2014.07~2018.06 제7대 경기도 안산시의회 의원
- 2016.07~2018.06 제7대 경기도 안산시의회 후반기 도시환경위원회 위원장
- 2018.07~2022.06 제8대 경기도 안산시의회 의원
- 2018.07~2020.07 제8대 경기도 안산시의회 전반기 기획행정위원회 위원
- 2020.07~2022.06 제8대 경기도 안산시의회 후반기 기획행정위원회 위원장

## 역대 선거 결과
|  | 53.03% |

|  | 45.87% |

|  | 50.68% |